# Leptobatopsis indica
Leptobatopsis indica là một loài tò vò trong họ Ichneumonidae.